# 准看護師試験
准看護師試験（じゅんかんごししけん）とは、国家資格である准看護師の免許を取得するための試験である。保健師助産師看護師法第25条に基づいて行われる。

## 受験資格
1. 文部科学省令・厚生労働省令で定める基準に適合するものとして、文部科学大臣の指定した学校（以下「指定学校」という。）において2年の看護に関する学科を修めた者。
2. 文部科学省令・厚生労働省令で定める基準に適合するものとして、都道府県知事の指定した准看護師養成所（以下「指定養成所」という。）を卒業した者。
3. 指定学校において3年以上看護師になるのに必要な学科を修めた者
4. 規則で定める基準に適合するものとして、厚生労働大臣の指定した看護師養成所を卒業した者。
5. 外国の看護師学校若しくは養成所を卒業し、又は外国において看護師免許を得た者のうち、厚生労働大臣が3.又は4.に掲げる者と同等以上の知識及び技能を有すると認めた者
6. 外国の看護師学校若しくは養成所を卒業し、又は外国において看護師免許を得た者のうち、5.に該当しない者で、厚生労働大臣の定める基準に従い、各都道府県知事が適当と認めた者

上記受験資格のうち、1.〜5.については厚生労働大臣が指定する期日までに修業が見込める者も該当する。

## 試験日・合格発表日
- 試験日 ： 例年2月中旬から下旬の都道府県知事指定日
- 合格発表日 ： 例年3月中旬から下旬の都道府県知事指定日

## 試験地
- 都道府県知事の指定する会場

## 試験科目と問題数
- 准看護師試験の問題数は、150とする。
- 科目ごとの問題数は次の通り。
  1. 人体の仕組みと働き ： 9問
  2. 食生活と栄養 ： 3問
  3. 薬物と看護 ： 3問
  4. 疾病の成り立ち ： 6問
  5. 感染と予防 ： 3問
  6. 看護と倫理 ： 2問
  7. 患者の心理 ： 3問
  8. 保健医療福祉の仕組み ： 2問
  9. 看護と法律 ： 2問
  10. 基礎看護 ： 43問
  11. 成人看護 ： 36問
  12. 老年看護 ： 14問
  13. 母子看護 ： 12問
  14. 精神看護 ： 12問
- 試験時間は、1問に付1分程度とする。
- 出題形式は、客観式（四肢択一）とする。
- 試験は1日ですべてを行う。

## 合格基準
- 合格判定の基準は、各合格者の得点がいずれも満点の100分の60を下回らないこととする。保健師助産師看護師法施行規則（昭和26年厚生省令第34号）

## 試験地域のブロック化
2003年3月27日に厚生労働省より准看護試験基準が告示され、各地区ごとにブロック化された。
- 地域1 ： 北海道、青森県、岩手県、宮城県、秋田県、山形県、福島県
- 地域2 ： 茨城県、栃木県、群馬県、埼玉県、千葉県、東京都、神奈川県、新潟県、山梨県、長野県
- 地域3 ： 富山県、石川県、福井県、岐阜県、静岡県、愛知県、三重県
- 地域4 ： 京都府、兵庫県
- 地域5 ： 滋賀県、大阪府、奈良県、和歌山県
- 地域6 ： 鳥取県、島根県、岡山県、広島県、山口県
- 地域7 ： 徳島県、香川県、愛媛県、高知県
- 地域8 ： 福岡県、佐賀県、長崎県、熊本県、大分県、宮崎県、鹿児島県、沖縄県